# Statue du général Daumesnil (Vincennes)
La statue du général Daumesnil est un monument commémoratif représentant le général Pierre Daumesnil lors de la défense du château de Vincennes en 1814. La statue, en bronze, fondue par Charles Malifat, a été réalisée sur un modèle sculpté par Louis Rochet et son piédestal a été conçu selon les plans de Charles Garnier. Le monument est situé à Vincennes, dans le Val-de-Marne,,.

## Historique
Une commission est constituée en juillet 1867 en vue d'ériger un monument à la mémoire de Pierre Daumesnil. La construction du monument commémoratif est décidée par un décret du 16 octobre de la même année. Un concours est organisé au terme duquel les sculpteurs Louis Rochet et Vital Gabriel Dubray se retrouvent en tête. C'est finalement la sculpture réalisée par Rochet qui est sélectionnée comme modèle pour le futur monument. La statue de Dubray, faite en plâtre, est installée dans le château de Vincennes, au sein du Pavillon d'honneur de la Reine. Une souscription nationale est levée en date du 1er janvier 1869 afin de financer l'érection du monument.
La guerre de 1870 retarde l'inauguration du monument,. Celle-ci est repoussée jusqu'en 1873,.
L'inauguration de la statue de Daumesnil est effectuée le jeudi 26 mai,,. Elle se déroule sur la place de l'ancienne mairie, où quatre estrades ont été mises en place,,. Au début de la cérémonie, le monument se trouve dissimulé par un voile,. La place est entourée de mâts portant des oriflammes faisant échos aux différentes batailles auxquelles avait participé le général, dont celles du pont d'Arcole, d'Aboukir, de Saint-Jean-d'Acre, de Marengo, d'Austerlitz et de Wagram,. L'événement inaugural du monument a pour président le général Paul de Ladmirault accompagné, entre autres, de Leroyer, le maire de Vincennes de l'époque, du maire de Périgueux, de Félix Hippolyte Larrey,, et du gouverneur de Paris.
En 1874, la sculpture en plâtre bronzé ayant servi de modèle à la statue commémorative de Vincennes ainsi qu'à celle de Périgueux est exposée au Salon,,.
En 1891, avec la construction de la nouvelle mairie de Vincennes, le monument dédié à Daumesnil est déplacé. Le conseil municipal décide de le transférer de la place de l'ancienne mairie, où la statue faisait face au château, au square Marigny.

## Description

### Statue

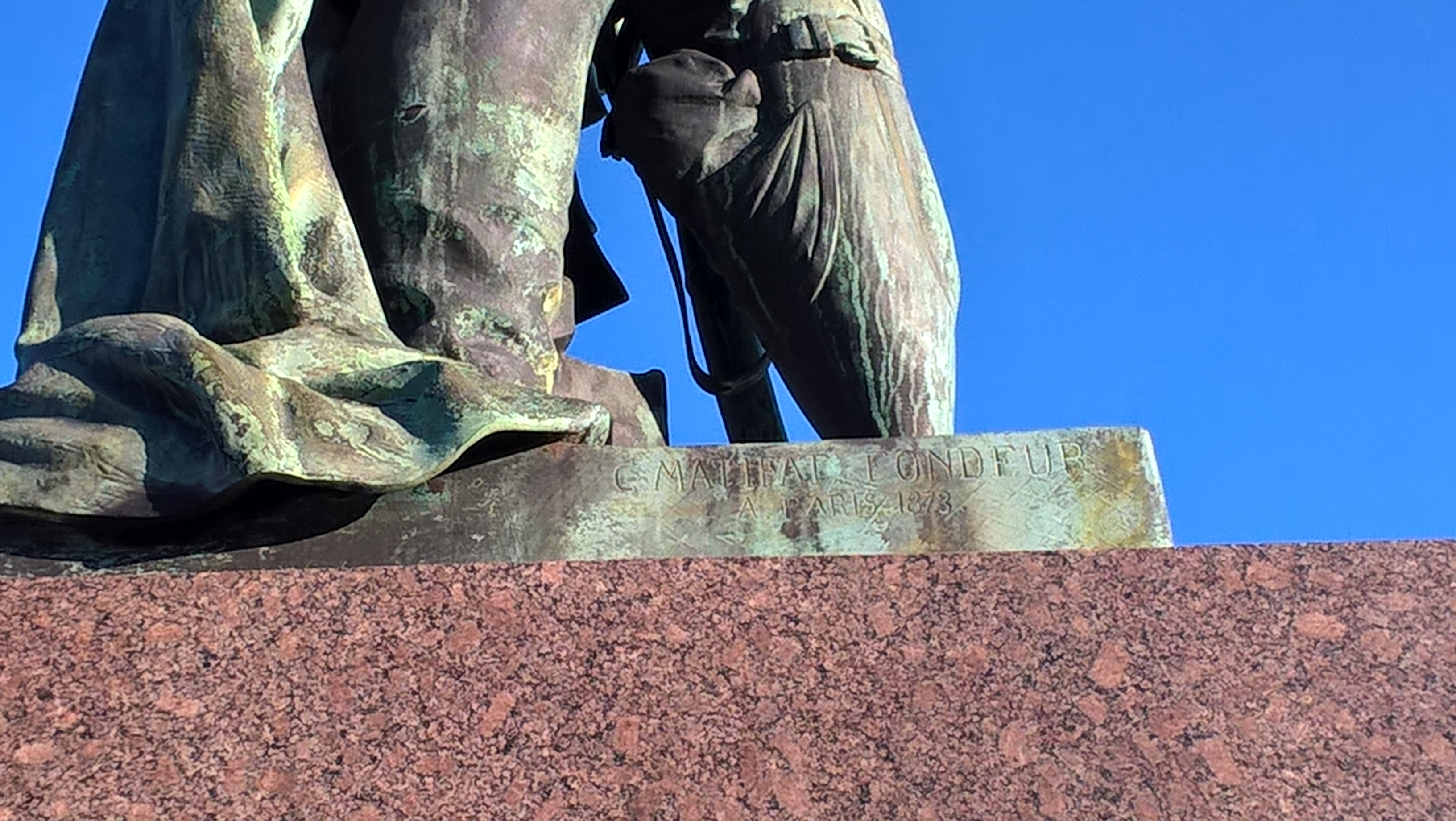
Statue de Daumesnil (détails).

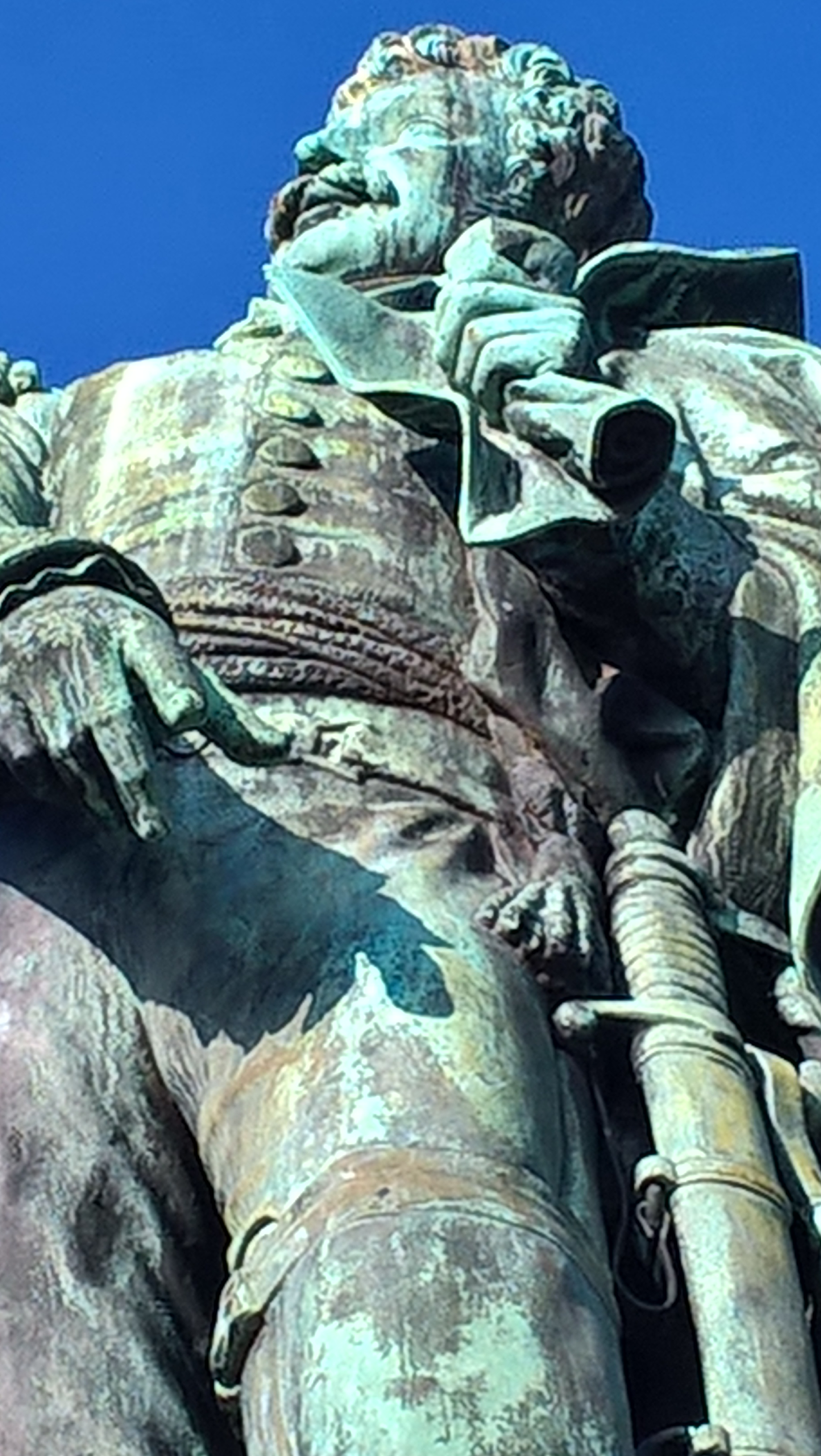
Statue de Daumesnil (détails).

La statue, faite en bronze, est réalisée par technique de fonte,. La sculpture mesure 250 cm de haut pour 85 cm de large et 90 cm de profondeur,. La base de la statue présente la signature de Louis Rochet ainsi que celle de son fondeur, Charles Malifat,,.
L'œuvre de Rochet représente Pierre Daumesnil debout, prenant appui sur un obusier. Daumesnil est représenté en grand apparat, vêtu de son uniforme de général. Sa tête est dénuée de tout couvre-chef, tandis que son corps est enveloppé dans un manteau,. De la main droite, la personnalité militaire désigne sa jambe de bois. Dans sa main gauche, Daumesnil tient la lettre de sommation envoyé par le général et feld-maréchal prussien Gebhard Leberecht von Blücher en 1814,,. Le document est représenté froissé dans la main de Daumesnil. La tête est redressée « avec énergie » et le regard de Daumesnil est dirigé vers le donjon et le château de Vincennes,. La bouche du général affiche une expression « ironique et dédaigneuse ». L'attitude générale de Daumesnil est qualifiée d'« irritée ».
Pour cette œuvre, Louis Rochet a pris le parti de représenter le général pendant un épisode se déroulant au cours de la défense du château de Vincennes en 1814, lorsque, à la sommation de Blücher lui demandant de se rendre, Daumesnil déclara : « Rendez-moi ma jambe et je vous rendrai Vincennes »,,.

### Piédestal
Le piédestal est un bloc taillé dans du granit rose,. Il mesure 3 m de haut. Le support de la statue affecte la forme d'une obélisque au sommet tronqué,. Sur les faces du piédestal, sont gravées deux inscriptions : « 1774-1832 DAUMESNIL » et « Souscription nationale »,. Le piédestal surmonte un socle taillé dans du granit gris.